# شركة آيكسس (IXYS)
شركة آيِكْسِسْ أو آيِكْسِيسْ (IXYS Corporation) هي شركة أمريكية مقرها في ميلبيتاس، كاليفورنيا. تركز آيكسيس IXYS على أشباه موصلات الطاقة power semiconductors، وأشباه موصلات الطاقة ذات الترددات الراديوية (RF)، والدوائر المتكاملة الرقمية والتناظرية (ICs)  في يوليو عام 2013، أعلنت آيكسيس االانتهاء من الاستحواذ على خط المتحكمات الدقيقة 4 بت و8 بت لسامسونج 

## تاريخ
أسس الدكتور ناثان زومر (Nathan Zommer) شركة آيكسيس IXYS في عام 1983 في وادي السيليكون، سانتا كلارا، بولاية كاليفورنيا. كانت آيكسيس في الأصل شركة لأجهزة أشباه الموصلات عالية الطاقة power semiconductor device. في عام 1989، قدمت آيكسيس موسفت عالي الاستطاعة أو موسفت عالي الطاقة MOSFET لجنرال موتورز EV1.
قدمت آيكسيس IGBTs عالية الطاقة للقطار عالي السرعة KTX-II بكوريا الجنوبية.
في عام 2001، استحوذت الشركة على شركة Westcode البريطانية المصنعة لأشباه الموصلات.
في ديسمبر 2009، أعلنت شركة IXYS أنها ستشتري Zilog ، وهي الآن الشركة الفرعية المملوكة بالكامل للشركة. 
في يوليو عام 2013، أنهت شركة آيكسيس الاستحواذ على تجارة المتحكمات الدقيقة «4 بت و8 بت» لإلكترونيات سامسونج Samsung Electronics
Samsung Electronics ذات 4 و 8 بت، وستقوم شركة Zilog، Inc. بتقديم المتحكمات الدقيقة 4 و 8 بت التي تم الحصول عليها من Samsung.
في أغسطس عام 2017، استحوذت «ليتيل فيوز Littelfuse Inc» على شركة آيكسيس IXYS Corporation مقابل 750 مليون دولار نقدًا وأسهمًا. 
في يناير عام 2018، أنهت ليتيل فيوز Littelfuse الاستحواذ على شركة آيكسيس وشُطِبَت آيكسيس من بورصة ناسداك NASDAQ.

## منتجات

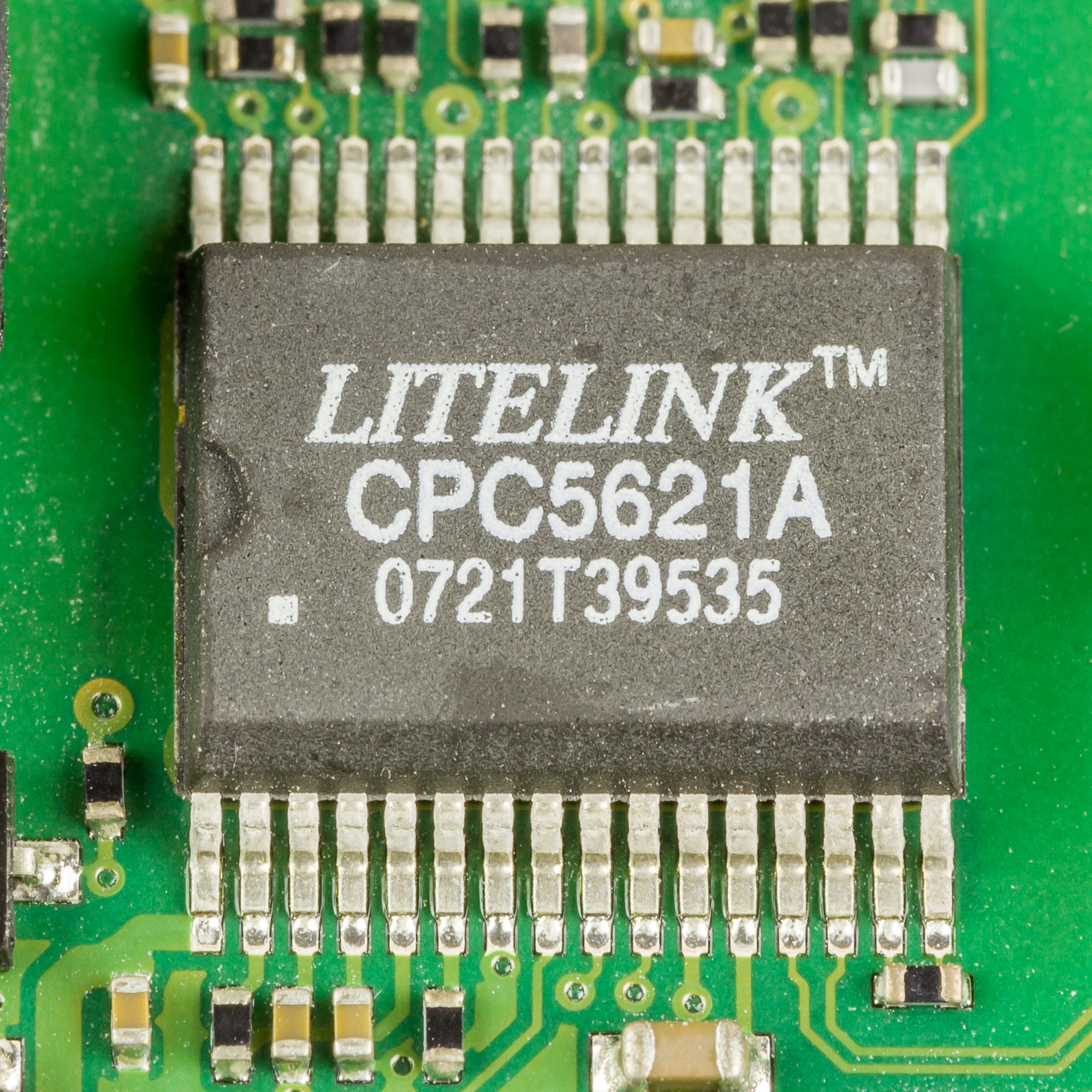
Litelink CPC5621A،,a phone line interface IC
(DAA)

يتكون إنتاج شركة آيكسيس IXYS من أشباه موصلات الطاقة من ترانزستورات موسفت عالية الطاقة Power MOS (أكسيد السيليكون المعدني) وثنائي القطب عالي الطاقة power bipolar. تقوم سلسلة المنتجات هذه بتحويل الجهد العالي إلى جهود عادية. يُستخدم إنتاج الشركة للدوائر المتكاملة في حلول الواجهة التناظرية والرقمية والمختلطة analog, mixed-signal and digital interface solutions في الاتصالات، مثل المرحلات الصلبة(SSR) ومفتاح الوصول إلى بطاقة الخط (LCAS) و Litelink ™. تقوم أشباه الموصلات عالية الطاقة ذات ذات الترددات الراديوية RF Power Semiconductors بتحويل الكهرباء بمعدلات عالية للتضخيم أو الاستقبال. بالإضافة إلى ذلك، يوفر آيكسيس IXYS مشغلات ديود ليزر laser diode drivers، رابطة نحاسية مباشرة (DCB: direct copper bond).

## روابط خارجية
- شركة IXYS
- IXYS RF Colorado
- IXYS Power
- IXYS UK Westcode Ltd.- كانت جزءًا من شركة Westinghouse Brake and Signal Company Ltd.